# Хубавалі
Хубавалі — село в талуці Мулші  округу Пуна в штаті Махараштра, Індія. Село розташоване в 40 км від міста Пуне та в 160 км від міста Мумбаї.

## Місцеві пам'ятки
Хубавалі є місцем розташування Mahindra United World College of India, міжнародної школи-інтернату, відкритої в 1997 році. Заклад є частиною коледжів Об’єднаного світу та щорічно приймає близько 240 студентів із 60 країн на кампусі площею 175 акрів, спроєктованому архітектором Крістофером Беннінгером.

## Зовнішні посилання
- Села в Мульшій талаці
- Села в Пуне Махараштра